# Carl Norstedt
Carl Norstedt, född 1 maj 1797 i Örebro, död 9 februari 1862 i Stockholm, var en svensk boktryckare och chef för P.A. Norstedt & Söner.

## Biografi
Carl Norstedt föddes i Örebro i släkten Norstedt från Nora som son till handlanden och rådmannen där, sedermera överdirektören och boktryckaren i Stockholm Per Adolf Norstedt och Katarina Lovisa Tunelius.
Norstedt blev student vid Uppsala universitet 1809, och fortsatte sina akademiska studier till 1815 då han tog kameralexamen. Ämbetsmannabanan överensstämde dock inte med hans böjelse, varför han 1816 blev underofficer vid Nerikes regemente. Av ekonomiska skäl skaffade han sig också anställning såsom kontrollör vid bygget av Hjälmare kanal och arbetade där till 1821, då fadern, som i Stockholm inköpt det av J.P. Lindhs änka dittills skötta tryckeriet, bad honom hjälpa till i firman.
1823 upptog fadern sina söner Adolf och Carl till delägare, då firmans namn, som dittills varit "J. P. Lindhs änka", förändrades till "P. A. Norstedt & Söner". Efter fem år, 1828, lämnade fadern bolaget på grund av sjukdom. Rörelsen fortsatte oförändrad till 1852, då även Adolf fick dra sig tillbaka till följd av vacklande hälsa. Carl Norstedt var därefter ensam ägare av tryckeriet fram till 1860, då hans kusins söner Gustaf Emil Norstedt och Gustaf Leonard Laurin blev delägare. Carl Norstedt avled i Stockholm 1862.
Det Norstedtska tryckeriet, vilket länge var det största i de skandinaviska länderna, utvecklades av Norstedt från en jämförelsevis ringa början till den ansedda ställning, det hade vid hans död. För detta ändamål följde han med uppmärksamhet boktryckarkonstens utveckling i andra länder och tog till sig de uppfinningar som på den tiden gjordes inom typografins område.
Carl Norstedt är begravd på Norra begravningsplatsen utanför Stockholm.